# Qami
Chansons représentant l'Arménie au Concours Eurovision de la chanson
Fly with Me
(2017) Walking Out
(2019)
Qami (en alphabet arménien Քամի, en français « Vent ») est une chanson interprétée par le chanteur arménien Sevak Xanaghian. Elle est sortie le 16 janvier 2018 en amont de l'émission arménienne Depi Evratesil et est finalement téléchargeable numérique le 28 mars 2018. C'est la chanson qui représente la Arménie au Concours Eurovision de la chanson 2018 à Lisbonne au Portugal. Elle est intégralement interprétée en arménien.

## Concours Eurovision de la chanson

### Sélection
La chanson est sélectionnée comme représentante de l'Arménie à l'Eurovision 2018 le 25 février 2018 via l'émission Depi Evratesil, remportant à la voix le vote des jurys et le télévote arménien. C'est la première fois qu'une chanson intégralement en arménien représente le pays.

### À Lisbonne
Lors de la première demi-finale, Sevak Xanaghian interprète Qami en seizième position, suivant Monsters de la Finlande et précédant Stones de la Suisse. Elle termine à la 15e place avec 79 points, un total insuffisant pour se qualifier en finale.

## Liste des pistes
| 1. | Qami | 3:03 |